# Bivetopsia
Bivetopsia is een geslacht van weekdieren uit de klasse van de Gastropoda (slakken).

## Soorten
- Bivetopsia chrysostoma (G. B. Sowerby I, 1832)
- Bivetopsia haemastoma (G. B. Sowerby I, 1832)
- Bivetopsia rugosa (Lamarck, 1822)